# Drizzle (processamento de imagem)
Drizzle (ou DRIZZLE) é um método de processamento de imagens digitais para a reconstrução linear de imagens reduzidas. É normalmente utilizado para a combinação de imagens astronômicas e foi originalmente desenvolvido pelas observações Hubble Deep Field feitas pelo Telescópio espacial Hubble.
O algortimo, conhecido como Variable-Pixel Linear Reconstruction, ou informalmente como "Drizzle", preserva a fotometria e resolução e remove os efeitos de distorção geométrica.
De acordo com o astrofotógrafo David Ratledge: "Os resultados utilizando o comando DRIZZLE podem ser espetaculares com instrumentos amadores."